# Planetário de Brasília
O Planetário de Brasília Luiz Crulz é um planetário público de Brasília, sendo o único planetário fixo do Distrito Federal. Foi inaugurado em 1974, e é vinculado a Secretaria de Ciência, Tecnologia e Inovação do Distrito Federal, fazendo parte da Associação Brasileira de Planetários. Fica localizado no Setor de Difusão Cultural no Eixo Monumental, entre a Torre de TV e o Centro de Convenções Ulysses Guimarães.
Com projeto arquitetônico de Sérgio Bernardes, o prédio tem um formato que remete a um disco voador. Passou por um longo período fechado, sendo reinaugurado reformado em 2013. Apesar de ser um equipamento cultural relevante e bem localizado, é considerado um dos pontos turísticos menos conhecidos da capital brasileira.

## História

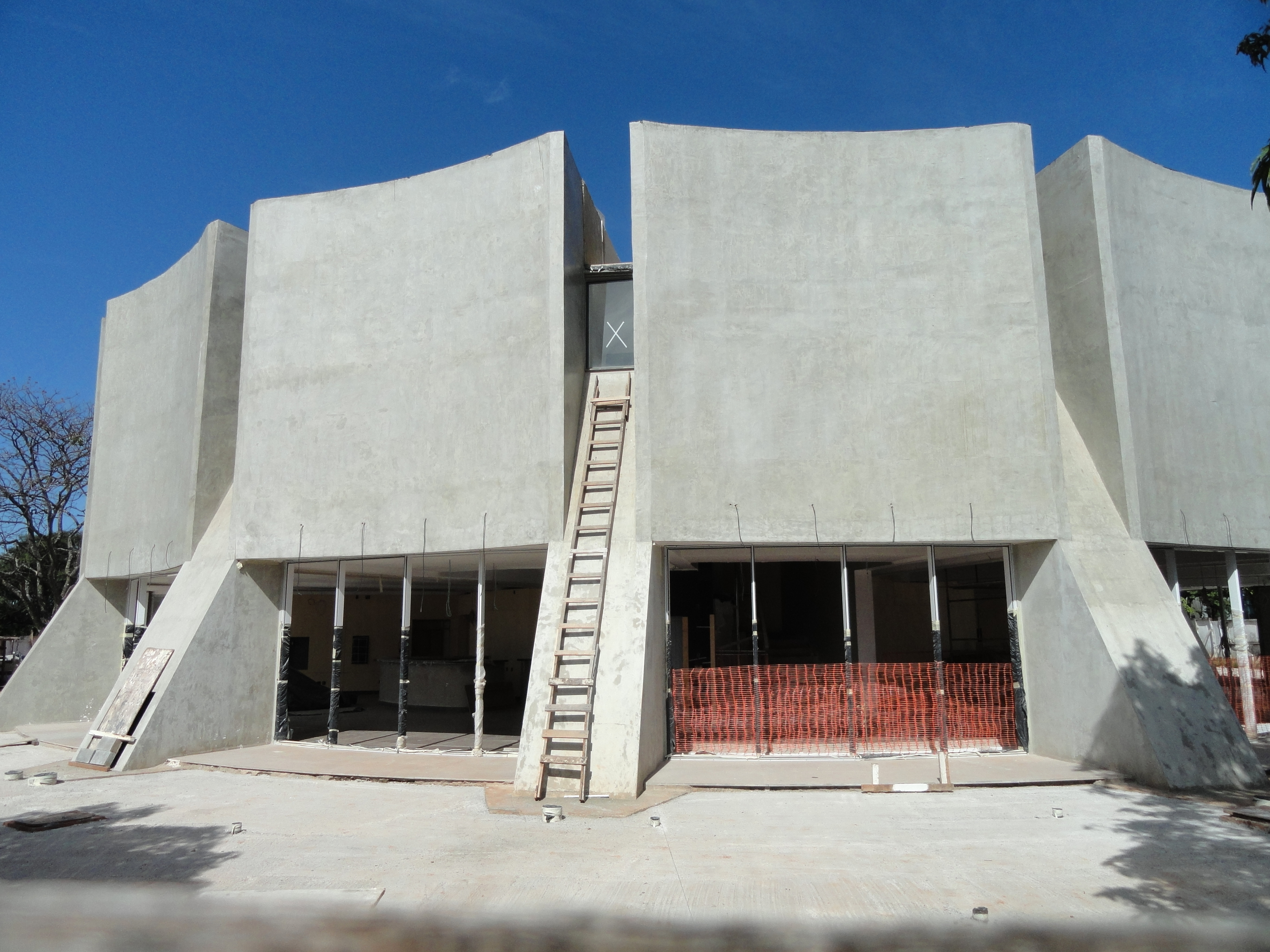
O Planetário de Brasília durante a reforma.

Seu projeto incluia também 16 aquários para ocupar o piso superior do prédio junto com o planetário - a edificação pretendia "unir o céu e o mar". O subsolo seria usado para armazenar os peixes. Porém os testes fracassaram, com as estruturas que segurariam as lâminas de vidro não suportando a força da água. Devido a essas questões estruturais, a ideia de ser um "pedacinho de mar em Brasília" acabou descartada e o prédio ficou apenas com a parte espacial.

Foi inaugurado em 15 de março de 1974. Ficou fechado por 16 anos, passando por uma grande reforma entre 2006 e 2013. Foi reaberto no dia 11 de dezembro de 2013, e além da reforma do prédio, o planetário ganhou um novo projetor, o Power Dome VIII.

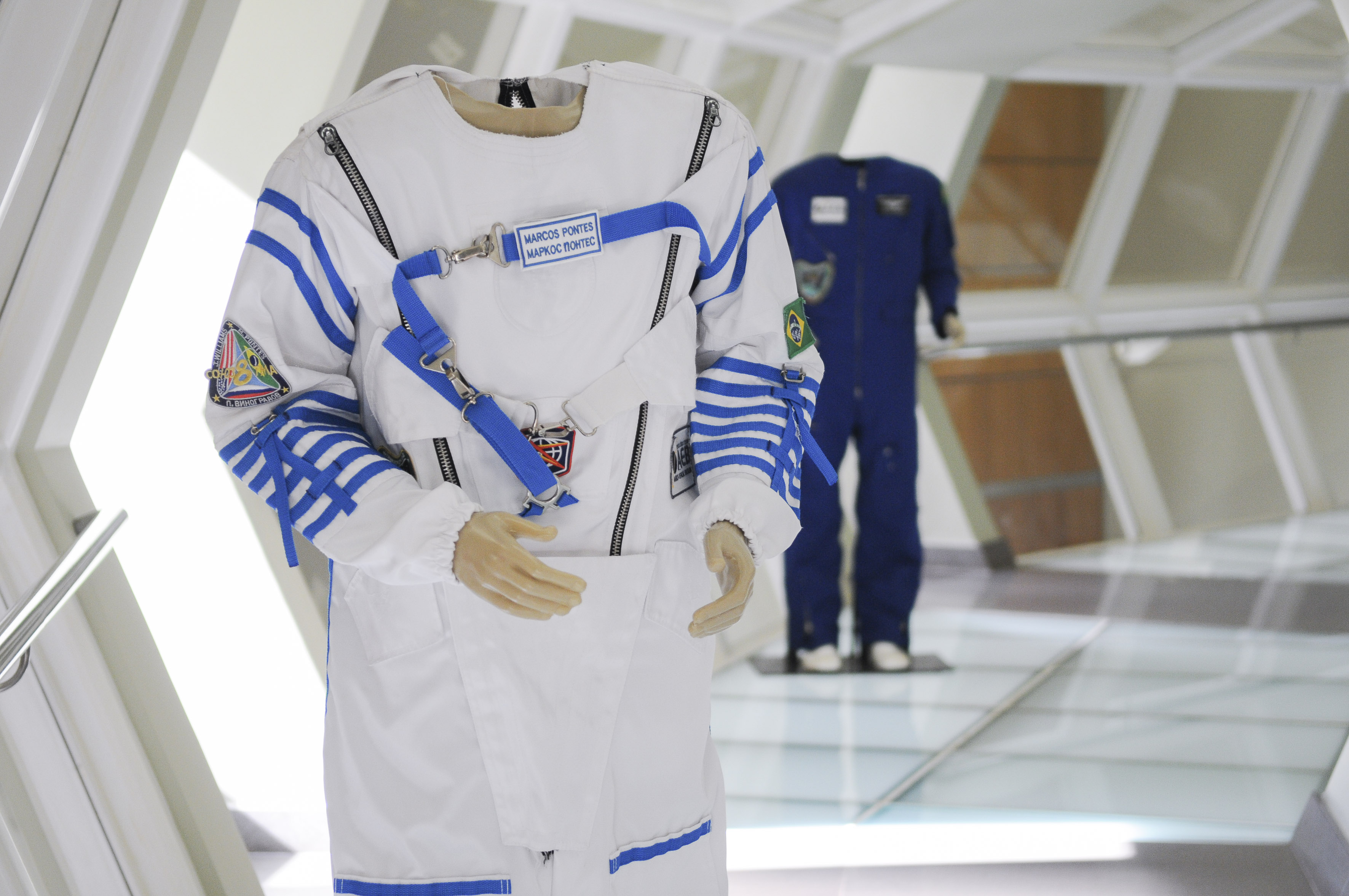
Réplica do uniforme de Marcos Pontes, o primeiro astronauta brasileiro. Os túneis de vidro são uma reminiscência da ideia do projeto original, que incluia um aquário.

## Características

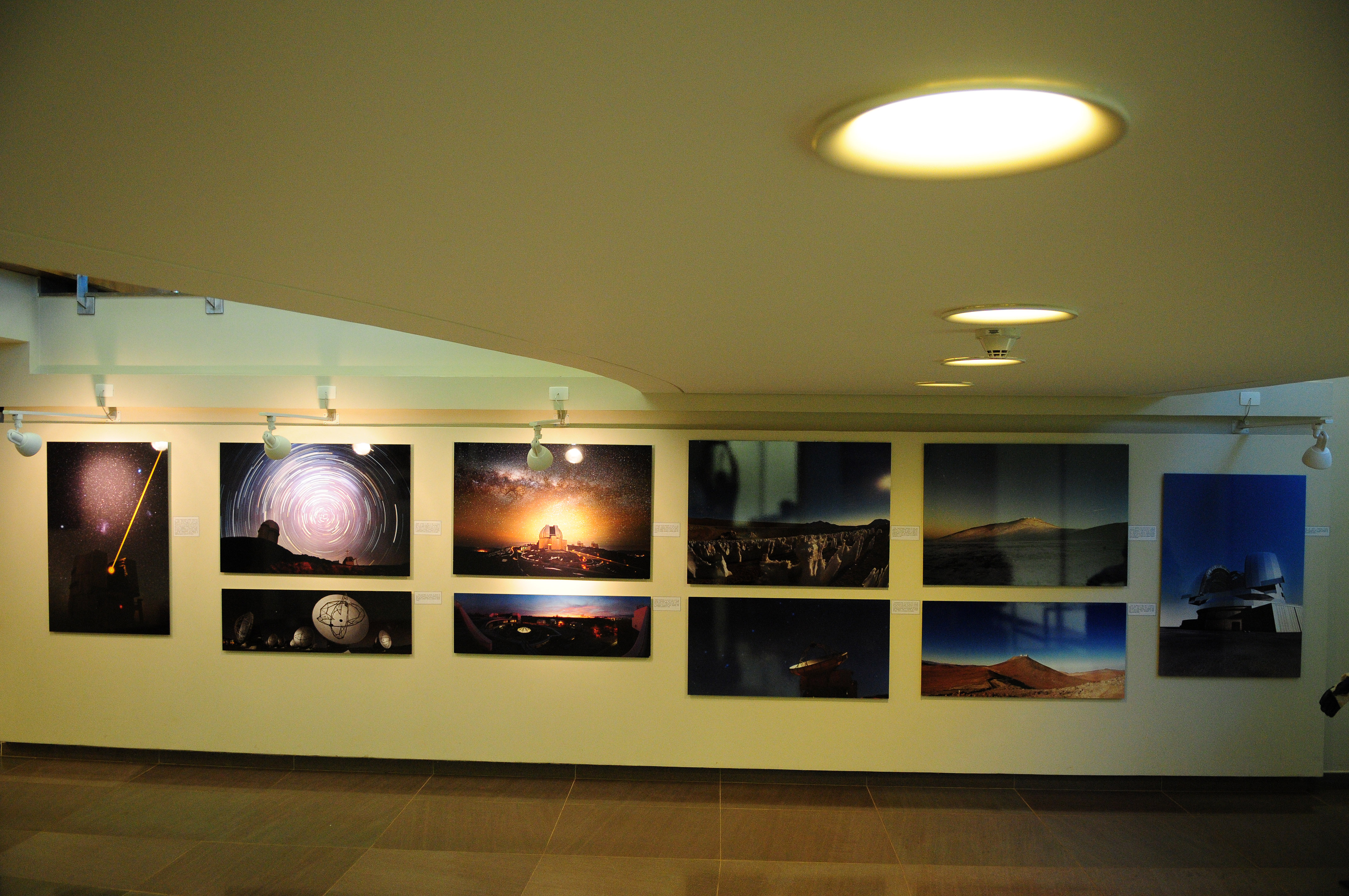
Uma exposição no Planetário.

O Planetário de Brasília foi projetado por Sérgio Bernardes, tendo uma arquitetura brutalista que remete a Escola Paulista, com o concreto aparente e aparência futurística que lembra um disco voador pousado sobre o gramado do Eixo Monumental. Seu centro é formado por duas cúpulas semi-esféricas, uma dentro da outra, rodeadas por dezesseis volumes idênticos separados entre si por faixas radiais de um metro de espessura, formando um hexadecágono de lados côncavos. Esses volumes formam dezesseis faces, que representam os dezesseis pontos cardeais da rosa dos ventos.

A cúpula interior tem doze metros e meio de diâmetro externo, e está apoiada sobre um tambor de dois metros e trinta de altura, chegando a oito metros e sessenta de altura total. A cúpula exterior um metro e trinta maior que a interior, e a altura do tambor também é proporcionalmente maior, chegando a quinze metros e dez de diâmetro e onze metros e vinte de altura. Os pilares do edifício se encaixam nas faces e nos espaços se projetando para fora, aumentando a área edificada.

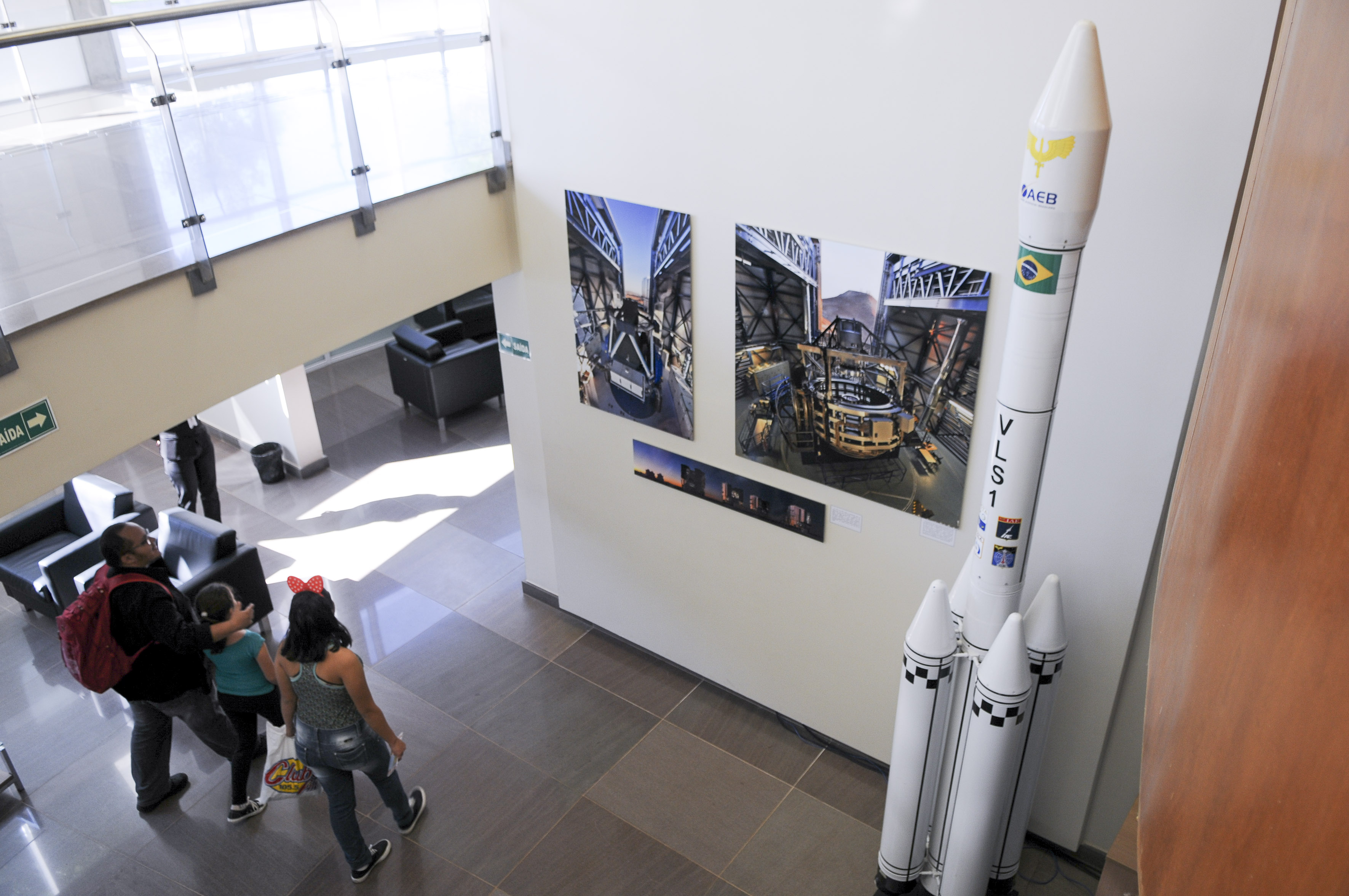
Réplica em escala menor do VLS-1 da Agência Espacial Brasileira em exposição.

O prédio tem 3 mil metros quadrados de área. Em três pavimentos, o edifício inclui em seu principal pavimento, além da sala com a cúpula onde o céu noturno é projetado, um espaço dedicado a história de sua própria construção, com as plantas e matérias de jornais e revistas. A sala da cúpula tem 82 lugares. A projeção da cúpula é feita por dois equipamentos, o Space Master, o projetor original, analógico, e o mais novo, instalado após a reforma, o Power Dome VIII, que é digital. Ambos são da marca alemã Zeiss.
Os outros dois pavimentos tem uma sala de exposições com acervo relacionado ao espaço, como fotografias do Observatório Europeu do Sul, telescópios do Clube de Astronomia de Brasília, réplicas de roupas de astronauta, túneis panorâmicos de vidro - que eram para o aquário inicialmente planejado - e monitores interativos, e, no subsolo, um auditório com 60 lugares e uma sala de oficina para até 30 pessoas, além de um espaço onde fica uma exposição da Agência Espacial Brasileira (AEB).

## Visitação
O Planetário de Brasília fica aberto à visitação entre as terças e sexta-feira das 9 às 21 horas e nos finais de semana e feriados das 8 às 20 horas, ficando fechado nas segundas para manutenção. O acesso ao prédio é gratuito, porém é necessário retirar ingressos para as sessões na bilheteria. Na cúpula de projeção, além da simulação do céu noturno típica dos planetários, é possível também assistir filmes relacionados ao espaço. O prédio é popular para visitas escolares, que são agendadas.
Devido a falta de divulgação, investimento e a concorrência de outras construções icônicas da cidade, o planetário é considerado um dos pontos turísticos menos conhecidos em Brasília, mesmo estando cercado de atrações famosas, como o Estádio Nacional Mané Garrincha, que fica do outro lado da rua.